# Наясолка
Наясолка (Яносолка; тат. Яносолка) — река в России, протекает в Татарстане. Правый приток Бездны.
Длина реки 18 км, площадь водосборного бассейна — 120 км². Исток в Алькеевском районе, в 3,5 км к югу от села Аграмаковка. В верховьях течёт на северо-запад, затем в Спасском районе поворачивает на юго-запад. Впадает в Бездну в 12 км от её устья по правому берегу, в 2 км выше (юго-восточнее) села Никольское.
Основной приток — Тахтала (левый, длина 14 км). В низовьях слева впадают протока от Бездны и речка Язы.
Сток реки зарегулирован. В нижнем течении русло теряется в заболоченной низине.
В бассейне на притоках находятся сёла Аграмаковка, Старая- и Татарская Тахтала, на реке в верховьях сохранились следы существования деревни Новая Тахтала, которая ещё не исключена из учётных данных.

## Гидрология
Река со значительным преобладанием снегового питания. В летнюю межень пересыхает. Замерзает в конце ноября, половодье в конце марта. Средний расход воды в межень у устья — 0,022 м³/с.
Густота речной сети бассейна 0,28 км/км², лесистость 20 %. Годовой сток в бассейне 97 мм, из них 92 мм приходится на весеннее половодье. Общая минерализация от 100 мг/л в половодье до 500 мг/л в межень.

## Данные водного реестра
По данным государственного водного реестра России относится к Нижневолжскому бассейновому округу, водохозяйственный участок реки — Куйбышевского водохранилища от посёлка городского типа Камское Устье до Куйбышевского гидроузла, без реки Большой Черемшан. Речной бассейн реки — Волга от верхнего Куйбышевского водохранилища до впадения в Каспий.
Код объекта в государственном водном реестре — 11010000512112100004536.